# Pedro Hernaez
Pedro Conlu Hernaez (* 12. Dezember 1899 in Talisay, Provinz Negros Occidental; † 21. Juni 1978) war ein philippinischer Politiker der Nacionalista Party, der unter anderem zwischen 1941 und 1947 Senator war.

## Leben

### Studium, Unternehmer und Kongressabgeordneter
Hernaez absolvierte nach dem Besuch der Public School von Talisay sowie der Sekundarschulbildung am San Agustin College von Iloilo ein grundständiges Studium am San Juan de Letran College, das er mit einem Bachelor of Arts (B.A.) abschloss. Ein darauf folgendes postgraduales Studium der Rechtswissenschaften an der Escuela de Derecho beendete er 1921 mit einem Bachelor of Laws (LL.B.) und nahm daraufhin nach seiner anwaltlichen Zulassung eine Tätigkeit als Rechtsanwalt in Manila auf. Kurze Zeit später kehrte er jedoch in seine Heimatprovinz Negros Occidental zurück, um dort eine Anwaltskanzlei zu eröffnen. Zugleich gründete er Zuckerrohrplantagen sowie Unternehmen zur Zuckerfabrikation und war drei Jahre lang Präsident der Talisay-Silay Sugar Planters Association sowie Mitglied der Con Federacion de Azucareros y Agriculture’s de Caña Dulce.
Sein politisches Engagement begann Hernaez, als er 1934 als Delegierter des zweiten Wahlbezirks von Negros Occidental zum Mitglied des Verfassungskonvents gewählt wurde. In diesem war er Mitglied der Ausschüsse für die Amtssprache, für landwirtschaftliche Entwicklung sowie für Nationalisierung und Bewahrung der Ländereien und natürlichen Ressourcen.
Bach Gründung des Commonwealth der Philippinen wurde Hernaez 1935 zum Mitglied des ersten Commonwealth-Kongresses gewählt und vertrat in diesem vom 25. November 1935 bis zum 15. August 1938 wieder den zweiten Wahlbezirk seiner Heimatprovinz. 1938 wurde er zum Mitglied des zweiten Commonwealth-Kongresses, dem er vom 24. Januar 1939 bis zum 16. Januar 1941 angehörte. Während seiner Kongresszugehörigkeit war er Vorsitzender des Ausschusses für Banken und Unternehmen sowie Mitglied der Ausschüsse für Amtsenthebungsverfahren, für Landwirtschaft, für Franchise sowie für Wege und Mittel.

### Senator sowie Handels- und Industrieminister
Bei den Senatswahlen vom 11. November 1941 wurde Hernaez als Kandidat der Nacionalista Party unter Führung von Manuel Roxas zum Senator gewählt. Er gehörte dem Senat für eine sechsjährige Wahlzeit bis 1947 an.
Bei den Senatswahlen vom 8. November 1949 kandidierte er für die Nacionalista Party für einen der acht zu vergebenden Senatssitze. Er erreichte dabei jedoch mit 1.025.342 Wählerstimmen (28,6 Prozent) nur den 15. Platz unter den 24 Kandidaten und wurde folglich nicht wieder zum Senator gewählt.
1957 wurde Hernaez von Präsident Carlos P. Garcia zum Minister für Handel und Industrie in dessen Kabinett berufen und gehörte diesem bis 1960 an.
Hernaez war mit Encarnacion de la Rama verheiratet. Aus dieser Ehe gingen zwei Töchter hervor.